# Abd-al-Muàkkhir (nom)
Abd-al-Muàkkhir és un nom masculí teòfor àrab islàmic (àrab: عبد المؤخر, ʿAbd al-Muʾaẖẖir) que literalment significa ‘Servidor de Qui ajorna’, essent «el Qui ajorna» un dels epítets de Déu. Si bé Abd-al-Muàkkhir és la transcripció normativa en català del nom en àrab clàssic, també se'l pot trobar transcrit `Abdul Moakhier... normalment per influència de la pronunciació dialectal o seguint altres criteris de transliteració. Com a teòfor, també el duen molts musulmans no arabòfons que l'han adaptat a les característiques fòniques i gràfiques de la seva llengua.